# Gefängnisse für homosexuelle Männer in Tschetschenien

Demonstration und Spendeneinsammlung in den Niederlanden 2017 gegen die menschenfeindlichen Übergriffe auf Homosexuelle in Tschetschenien

Gefängnisse für homosexuelle Männer stehen im Zentrum einer Verfolgungswelle gegen Homosexuelle in Tschetschenien im Jahr 2017. In den Gefängnissen sollen die dort festgehaltenen Männer der Folter ausgesetzt sein. Journalisten und Menschenrechtsorganisationen sprechen von über 100 Verschleppten und mehreren Toten. Bereits vor Berichten über die Gefängnisse war die Lage von Angehörigen sexueller Minderheiten in der Tschetschenischen Republik oft als besonders kritisch beschrieben und Verfolgungen auch international kritisiert worden.

## Verfolgungswelle 2017
Eine Welle der Verfolgung und Inhaftierung homosexueller Männer begann im Februar 2017. Nachdem die Polizei in Argun einen Drogensüchtigen festgenommen und auf dessen Handy Informationen über Homosexuelle gefunden hatte, wurden die über diese Daten identifizierten Männer ebenfalls festgenommen. Für Anfang März waren Gay Pride Parades in Russland, jedoch nicht in Tschetschenien, angemeldet, die homophobe Gegendemonstrationen hervorriefen. Deren Agitation wird als weitere Ursache für die im März fortgesetzte Verfolgung Homosexueller in Tschetschenien angenommen. Dabei wurden Berichten zufolge schließlich über 100 Männer in geheime Gefängnisse verschleppt. Die Gefangenen wurden gefoltert und so Informationen über weitere tatsächliche oder vermeintliche Homosexuelle erpresst. Wieder frei gelassene Männer wurden an ihre Familien übergeben mit der Aufforderung, dass diese die Männer töten sollen. Mindestens drei der Opfer sind zu Tode gekommen.

## Gefängnisse
Der Nowaja gaseta zufolge wurden die Männer in Gefängnisse verschleppt, die ein Augenzeuge mit einem Konzentrationslager verglich. Eines der geheimen Gefängnisse befand sich angeblich nahe der Stadt Argun, ein weiteres in Zozin-Jurt, südlich der tschetschenischen Hauptstadt Grosny. Die Existenz der Gefängnisse wurde von Radio Svoboda, Human Rights Watch, The Guardian und Vice bestätigt.
Im Mai 2017 wurde berichtet, dass das Gebäude in Argun unter Abbruchschutt begraben worden war und die Gefangenen an einen neuen, unbekannten Ort verlegt worden waren. Die Ermittler sagen, dass die Gefangenen wahrscheinlich in einer Sonderpolizei-Trainingsbasis in Terek, etwa 60 Kilometer von Argun entfernt, verlegt worden sind. Das Besuchsrecht wurde verweigert, weil dort angeblich Training stattfindet.
Russland und Tschetschenien bestreiten, Kenntnis von den Gefängnissen zu haben.